# بطولة ويمبلدون 1878

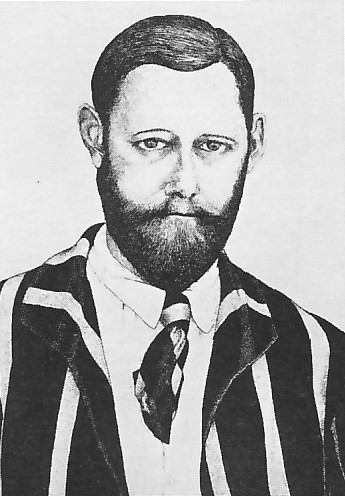
سبنسر جور (1850-1906)، لاعب تنس إنجليزي، أول بطل في بطولة ويمبلدون عام 1877

بطولة ويمبلدون 1878 هي البطولة التي أقيمت على ملاهب ويمبلدون العشبية بين 15 إلى 20 يوليو 1878.

## النهائي
فرانك هادو  سبنسر غور .النتيجة: 7-5 6-1 9-7